# جوزيف كوران موريسون
جوزيف كوران موريسون هو قاضي كندي، ولد في 20 أغسطس 1816، وتوفي في 6 ديسمبر 1885.